# Rodeo (Lil Nas X-dal)
A Rodeo Lil Nas X és Cardi B amerikai rapperek dala, a korábbi debütáló középlemezéről, a 7-ről (2019). A dalt Lil Nas X és Cardi B szerezte, Pardison Fontaine, Roy Lenzo, Russ Chell, David Biral, Denzel Baptiste, Ann Wilson, Michael Derosier, Nancy Wilson és Roger Fisher közreműködésével. A producer a Take a Daytrip, Roy Lenzo és Russ Chell voltak. Stílusát tekintve a dal country trap, trombitákkal és staccato gitárokkal kiegészítve, amelyet a Heart Barracuda (1977) dalához hasonlítottak. Összességében pozitív kritikákat kapott, sokan méltatták Cardi B versszakát.
A Rodeo 22. helyen debütált a Billboard Hot 100-on és több országban is szerepelt a slágerlistákon. A dal szerzőit beperelte Don Lee és Glen Keith DeMeritt III, akik úgy érezték engedély nélkül használták fel 2017-es Broad Day daluk részleteit. A dal egy remixe is megjelent, amelyen Lil Nas X és Nas, brooklyni rapper hallható és digitális letöltésként, illetve streaming platformokon jelent meg, 2020. január 27-én, miután a páros fellépett a 62. Grammy-gálán a dallal. Ennek következtében a kislemez visszatért a Billboard Hot 100-ra, 74. helyen, „Lil Nas X, Cardi B vagy Nas közreműködésével” megnevezéssel.

## Háttér
A Take a Daytrip szerint David Biralt és Denzel Baptiste-ot Lil Nas X első stúdiófelvétele közben mutatták be a rappernek. A dal refrénje volt az első, amit elkészítettek és megjelentették Lil Nas X Instagramján, mielőtt elkészült volna a teljes dal. Két nap alatt három millióan tekintették meg a videót. Másfél hónappal később készült el a dal szólóverziója, New Yorkban. Cardi B verzéje csak későn került fel a dalra. A dalt Lil Nas X és Cardi B szerezte, Pardison Fontaine, Roy Lenzo, Russ Chell, David Biral, Denzel Baptiste, Ann Wilson, Michael Derosier, Nancy Wilson és Roger Fisher közreműködésével. A producer a Take a Daytrip, Roy Lenzo és Russ Chell voltak.
Lil Nas X bejelentette, hogy a dal szerepelni fog a 7 középlemezen, de Cardi B szereplése nem volt ismert, 2019. június 21-ig. A dal hiphop stílusú, de hallhatóak benne az Old Town Roadhoz hasonló country elemek is. A Rodeo feldolgozza a Heart Barracuda (1977) című dalának gitárjait.

## Közreműködők
A Tidal adatai alapján.
- Lil Nas X – vokál, dalszerző
- Cardi B – vokál, dalszerző
- Roy Lenzo – dalszerző, producer
- Russ Chell – dalszerző, producer
- Take a Daytrip – dalszerző, producer
- Jordan Thorpe – dalszerző
- Ann Wilson - dalszerző
- Michael Derosier - dalszerző
- Nancy Wilson - dalszerző
- Roger Fisher - dalszerző
- Denzel Baptiste – felvételek
- DJ Swivel – keverés
- Colin Leonard – master

## Slágerlisták
| Slágerlista (2019)                         | Legmagasabb pozíció |
| ------------------------------------------ | ------------------- |
| Ausztrália (ARIA)                          | 72                  |
| Brit kislemezlista (OCC)                   | 55                  |
| Brit R&B-lista (OCC)                       | 29                  |
| Csehország (Singles Digitál Top 100)       | 56                  |
| Észtország (Eesti Ekspress)                | 19                  |
| Franciaország (SNEP)                       | 111                 |
| Görögrország (IFPI)                        | 12                  |
| Írország (IRMA)                            | 35                  |
| Kanada (Canadian Hot 100)                  | 44                  |
| Lettország (LAIPA)                         | 13                  |
| Litvánia (AGATA)                           | 17                  |
| Magyarország (Stream Top 40)               | 29                  |
| Portugália (AFP)                           | 37                  |
| Svájc (Schweizer Hitparade)                | 82                  |
| Svédország Heatseekers (Sverigetopplistan) | 16                  |
| Szlovákia (Singles Digitál Top 100)        | 35                  |
| US Billboard Hot 100                       | 22                  |
| US Hot R&B/Hip-Hop Songs (Billboard)       | 12                  |
| US Rolling Stone Top 100                   | 9                   |
| Új-Zéland Hot Singles (RMNZ)               | 6                   |

| Slágerlista (2019)                   | Pozíció |
| ------------------------------------ | ------- |
| US Hot R&B/Hip-Hop Songs (Billboard) | 92      |

## Minősítések
| Régió                        | Minősítések | Példányszám |
| ---------------------------- | ----------- | ----------- |
| Brazília (Pro-Música Brasil) | Platina     | 40,000      |
| Kanada (Music Canada)        | Platina     | 80,000      |
| Lengyelország (ZPAV)         | Arany       | 10,000      |
| Egyesült Államok (RIAA)      | 2× Platina  | 2,000,000   |

## Remix
A dalnak megjelent egy remixe, Nas brooklyni közreműködésével, 2020. január 27-én. Lil Nas X azt mondta, hogy elképesztő volt, hogy Nas hajlandó volt vele dolgozni. Tom Breihan (Stereogum) azt mondta, hogy a remix legalább annyira jó, mint az eredeti verzió. Lil Nas X és Nas előadta a dalt a 62. Grammy-gálán, egy nappal a megjelenése előtt. A dal 29. helyet ért el a belga Ultratip Flanders listán és 16-t az ország Ultratip Wallonia slágerlistáján. Az Új-zélandi kislemezlistán 27. volt, míg a Billboard Hot 100-on 74.
2020. február 4-én Lil Nas X bejelentette a Rodeo videóklipjének megjelenését, amelyet Bradley & Pablo rendezett. Cardi B nem szerepelt a videóban.

### Slágerlisták
| Slágerlista (2020)           | Legmagasabb pozíció |
| ---------------------------- | ------------------- |
| Belgium (Ultratip Flanders)  | 29                  |
| Belgium (Ultratip Wallonia)  | 16                  |
| Új-Zéland Hot Singles (RMNZ) | 27                  |
| US Billboard Hot 100         | 74                  |
| US Rhythmic (Billboard)      | 25                  |

### Kiadások
| Régiü       | Dátum            | Formátum                         | Kiadó             | For.   |
| ----------- | ---------------- | -------------------------------- | ----------------- | ------ |
| Világszerte | 2020. január 27. | - digitális letöltés - streaming | Columbia          | [ 41 ] |
| Olaszország | 2020. január 31. | kortárs slágerrádió              | Sony Music Italy  | [ 42 ] |
| Kanada      | 2020. február 3. | kortárs slágerrádió              | Sony Music Canada | [ 43 ] |